# Tabí
Tabí es una localidad del municipio de Sotuta en el estado de Yucatán, México.

## Toponimia
El nombre (Tabí) proviene del idioma maya.

## Demografía
Según el censo de 2005 realizado por el INEGI, la población de la localidad era de 694 habitantes, de los cuales 350 eran hombres y 344 eran mujeres.
| 37                          | 47 | 161 | 296 | 308 | 364 | 336 | 306 | 397 | 509 | 612 | 586 | 694 |
| (Fuente: INEGI [Consultar]) |    |     |     |     |     |     |     |     |     |     |     |     |